# Driscoll Glacier
Driscoll Glacier är en glaciär i Antarktis. Den ligger i Västantarktis. Chile gör anspråk på området. Driscoll Glacier ligger 755 meter över havet.
Terrängen runt Driscoll Glacier är kuperad åt nordväst, men åt sydost är den platt. Trakten är obefolkad. Det finns inga samhällen i närheten.